# تشامليايلا

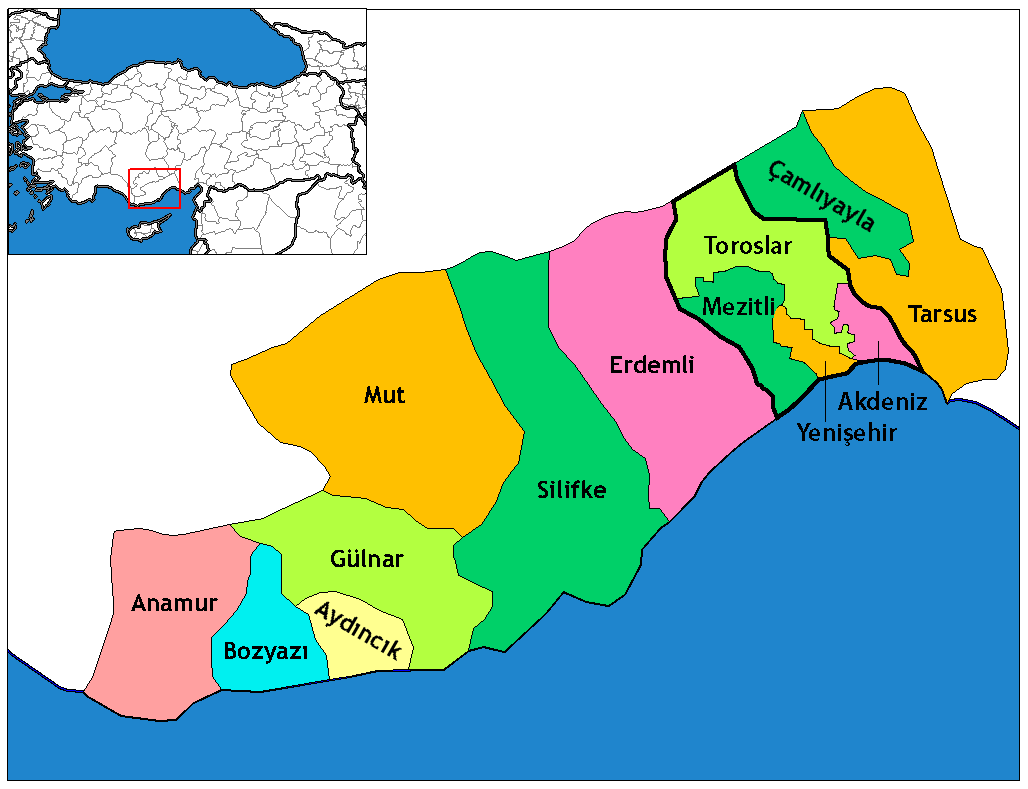
مناطق محافظة مرسين

تشامليايلا (بالتركية: Çamlıyayla)‏، بلدة ومنطقة تابعة لمحافظة مرسين في منطقة البحر الأبيض المتوسط جنوبي تركيا. يبلغ عدد سكان المنطقة 10.558 نسمة، حيث من ضمنها 3335 نسمة هم عدد سكان مدينة تشامليايلا.